# Macropsis flavida
Macropsis flavida är en insektsart som beskrevs av Vilbaste 1980. Macropsis flavida ingår i släktet Macropsis och familjen dvärgstritar. Enligt den finländska rödlistan är arten otillräckligt studerad i Finland. Artens livsmiljö är strandängar vid sötvatten. Inga underarter finns listade i Catalogue of Life.